# Dommartin-la-Montagne
Dommartin-la-Montagne ist eine französische Gemeinde mit 51 Einwohnern (Stand: 1. Januar 2022) im Département Meuse in der Region Grand Est (bis 2015: Lothringen). Die Gemeinde gehört zum Arrondissement Verdun, zum Kanton Étain und zum Gemeindeverband Territoire de Fresnes-en-Woëvre.

## Geografie
Die Gemeinde liegt im 1974 gegründeten Regionalen Naturpark Lothringen. Umgeben wird Dommartin-la-Montagne von den Nachbargemeinden Combres-sous-les-Côtes im Norden, Herbeuville im Nordosten, Hannonville-sous-les-Côtes im Südosten, Dompierre-aux-Bois im Süden, Lacroix-sur-Meuse im Südwesten sowie Vaux-lès-Palameix im Nordwesten.

## Bevölkerungsentwicklung
| Jahr                       | 1962 | 1968 | 1975 | 1982 | 1990 | 1999 | 2004 | 2009 | 2016 |
| Einwohner                  | 72   | 61   | 56   | 49   | 52   | 45   | 62   | 67   | 52   |
| Quellen: Cassini und INSEE |      |      |      |      |      |      |      |      |      |

## Sehenswürdigkeiten
- Kirche Saint-Martin, erbaut 1847, im Ersten Weltkrieg zerstört und 1923 wieder aufgebaut

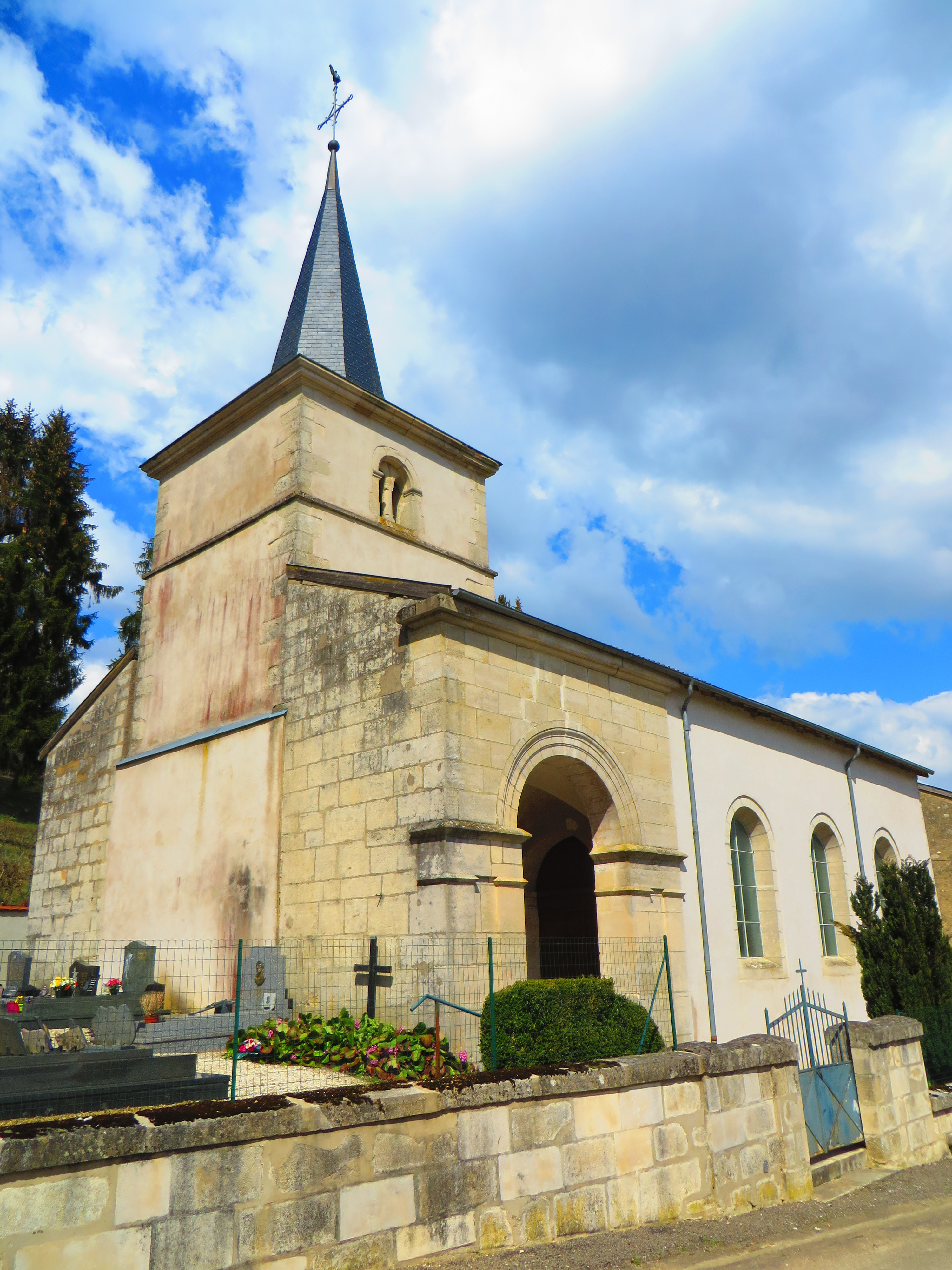
Kirche Saint-Martin

## Persönlichkeiten
- Alain-Fournier (1886–1914), französischer Schriftsteller, wurde am 22. September 1914 auf dem Gebiet der Gemeinde während der Kämpfe von Les Éparges zu Beginn des Ersten Weltkrieges getötet.